# Supernova (Roman)
Supernova (chinesisch 超新星紀元 / 超新星纪元, Pinyin chāoxīnxīng jìyuán – „Supernova-Zeitalter“) ist der erste von ihm verfasste Science-Fiction-Roman des chinesischen Schriftstellers Liu Cixin, der 2003 erschien. Die deutsche Ausgabe wurde am 13. Dezember 2021 vom Heyne Verlag veröffentlicht. Die Übersetzung stammt von Karin Betz. Der Roman beschreibt die Entwicklung der Menschheit, nachdem die Strahlung einer nahen Supernova die Erde trifft, welche ausschließlich für Kinder unter dreizehn Jahren nicht tödlich ist.

## Handlung
Acht Lichtjahre entfernt von der Erde explodiert ein alter Stern, welcher durch seine schwache Leuchtkraft und seine Lage in einer interstellaren Staubwolke bisher nicht entdeckt wurde, zu einer Supernova. Das Ereignis ist mit bloßen Augen am Tageshimmel zu sehen und wird mit viel Begeisterung von einer Schulklasse bestaunt. Kurz darauf wird deren schwangere Lehrerin Zheng Chen von der chinesischen Regierung kontaktiert und soll ihre Schulklasse auf ein Experiment begleiten, bei der diese an einem Fluss mehrere um begrenzte Rohstoffe und Platz konkurrierende Staaten spielen sollen. Liu Huahua, Xiaomeng, Yan Jing und Lü Gang helfen dabei dem „Sonnenscheinstaat“ durch kluge Strategien zum Erfolg. Viele Kinder verlieren dagegen komplett die Lust und dürfen das Spiel abbrechen. Zheng Chen erfährt von den Regierungsbeamten anschließend die Wahrheit und Intention hinter dem Spiel: Die kürzliche Supernova überschüttete die Welt tagelang mit einer extremen Dosis an Strahlung. Für Menschen über dreizehn Jahren war dieses Ereignis aufgrund zu langsamer Zellregeneration tödlich und ihnen bleibt nur noch ein Jahr. Überall auf der Welt wird inzwischen versucht, die Kinder bestmöglich auf das kommende Zeitalter der Supernova vorzubereiten, in welchem es keine Erwachsenen mehr geben wird. Die meisten Kinder werden dabei einfach auf die Berufe ihrer Eltern vorbereitet, etwa die Kraftwerksbedienung zur Energieversorgung oder der Flug von Kampffliegern zur Landesverteidigung. Ein Kind stürzt dabei sogar ab und stirbt. Liu Huahua wird neuer chinesischer Staatspräsident, Xiaomeng und Yan Jing bilden die chinesischen Regierung und Lü Gang leitet fortan das chinesische Militär. Zheng Chen kann ihr Kind noch zur Welt bringen und begibt sich dann mit allen Erwachsenen zu speziellen Sammelstellen, um dort zu sterben. Die Kinder beobachten währenddessen wie die Signale von diesen nach und nach erlöschen. Als alles schwarz wird, beginnt der erste Tag des Zeitalters der Supernova.
Die neue chinesische Regierung hat einen modernen Quantencomputer als Hilfe bereitgestellt bekommen. Dieser assistiert bei tausenden Anrufen von hilflosen Kindern, etwa bezüglich Fragen von nun sinnlosen Hausaufgaben. Immer mehr Feuer brechen aus und die neue Feuerwehr ist komplett überfordert. Kurz darauf wird eine virtuelle Versammlung in einem bis in den Erdorbit hinaufreichenden Hochhaus für eine Ansprache an die Nation vor Millionen an Kindern abgehalten. Die Situation stabilisiert sich und geht gewohnt weiter. Langfristig werden die Kinder jedoch mit dem enormen Arbeitsaufwand unzufrieden und wollen lieber zu Hause bleiben. Das Gemüt von Kindern stellt sich als der entscheidende Unterschied heraus, so muss für Spiele in irgendeiner Form gesorgt werden. Die chinesische Regierung fliegt daraufhin in die Vereinigten Staaten und spricht mit dem US-Präsidenten Herman Davis, der ein Festbankett nur mit Eis veranstaltet und dieser Idee zustimmt. In allen Ländern treten ähnliche Probleme auf, daher wird sich auf Kriegsspiele mit den Panzern und U-Booten sowie Schusswaffen und Granaten der jeweiligen Militäre in der Antarktis geeinigt. Da Kinder den Wert des Lebens lange nicht so hoch einschätzen wie Erwachsene, werden die Kriegsspiele trotz tausender Tode fortgesetzt. Nach einem unerwarteten Zug von Herman Davis nutzt Lü Gang eine für den äußersten Notfall von der alten chinesischen Regierung zurückgelassene Atombombe und schießt diese auf den Standort der amerikanischen Regierung. Da Liu Huahua jedoch direkt danach Herman Davis anruft und ihn auslacht, kann dieser während der zwanzigminütigen Flugzeit der Atombombe von China in die Antarktis in einem Helikopter entkommen. Die Atombombe geht anschließend in einer völlig verlassenen Eiswüste hoch. Kurz darauf sind die Kriegsspiele beendet und alle kehren in ihre Heimat zurück.
Herman Davis wird kurz darauf durch ein Misstrauensvotum abgesetzt und Bernadine Bead übernimmt das Amt als neue US-Präsidentin. Die chinesische Regierung kommt erneut zu Besuch, denn Bernadine Bead hat einen Vorschlag für ein ganz neues Spiel: Die Bevölkerungen von China und den Vereinigten Staaten sollen ihre Staatsgebiete tauschen. Die Idee verbreitet sich und wird überall auf der Welt umgesetzt, etwa tauschen Russland und Südamerika sowie Japan und der Mittlere Osten.
Viele Jahre später ist Liu Jing als Historikerin tätig, insbesondere im Bereich der Alternativgeschichte, welche mögliche Auswirkungen bei anderen Parametern der Supernova untersucht. Diese war ein entscheidender Wendepunkt der ganzen Menschheitsgeschichte mit vielen ungewöhnlichen Entwicklungen gewesen. Ihr Vater Liu Cixin war vor der Supernova als Science-Fiction-Schriftsteller tätig gewesen und produzierte allerlei idiotische Kurzgeschichten, aber konnte sie doch durch seine seltsamen Ideen für ihre Forschung inspirieren. Inzwischen hat die Menschheit die anfänglichen Schwierigkeiten überwunden, wieder den Erdorbit erreicht und dort Raumstationen errichtet.

## Hintergründe
Am 1. Juni 1989 reiste Liu Cixin nach Beijing, um an der Nationalen Ausstellung für Computeranwendungen in der Hauptstadtausstellungshalle teilzunehmen. Am Vorabend des Tian’anmen-Massakers vom 4. Juni 1989 herrschte Chaos in Beijing während es auf dem Ausstellungsgelände sehr ruhig blieb. Liu Cixin hielt dies für eine der seltsamsten Erfahrungen seines Lebens. In der Nacht des 3. Juni hatte er zuvor einen unheimlichen Traum von Kindersoldaten gehabt, die im Pekinger Gästehaus des North China Electric Power Bureau im Schnee marschierten. Während dieser Zeit entstand die Idee für „Supernova“.
Im Jahr 1990 begann Liu Cixin mit der Erstellung der ersten Ausgabe von „Supernova“. Beeinflusst von der von ihm auf den Straßen von Beijing aufgeschnappten Fluss-Elegie (chinesisch 河殤, Pinyin héshāng) kritisierte diese Ausgabe die traditionelle chinesische Kultur als eine böse Quelle der Katastrophe. Aufgrund großer Veränderungen in seinem ideologischen Verständnis der chinesischen Gesellschaft während des Schreibprozesses hörte Liu Cixin wieder auf und stellte die erste Ausgabe letztendlich nicht fertig. Später kommentierte dies und meinte, dass sie zu oberflächlich und naiv sei, was diese beschämte.
Liu Cixin hat „Supernova“ mehrmals überarbeitet, sodass letztendlich insgesamt fünf verschiedene Versionen existierten. Die endgültige Version unterscheidet sich dabei erheblich von der ursprünglichen Version, eine gekürzte Fassung enthält zudem etwa 14.000 Wörter weniger.

## Kritik
Für Christian Endres von diezukunft.de „schwingt er [Liu Cixin] den Pinsel wirklich wie kaum ein Zeitgenosse, ob in China oder sonst wo“. Der Roman hat „viel von einem modernen Märchen“ und wird „gewohnt unaufgeregt und nüchtern erzählt“, insgesamt „ein spannendes gesellschaftliches Gedankenexperiment von einem Autor, der die Grenzen der Science-Fiction-Welt neu abgesteckt hat“.
Für Gunter Barnewald von phantastiknews.de lässt sich der Roman „auf keinen Fall mit seiner meisterhaften Trilogie vergleichen“ und ist „deutlich schwächer ausgefallen, unterhält aber ebenfalls“. Es sei eine „befremdlich-krude Geschichte, die als Satire angehen könnte, wenn sie eine wäre, dafür jedoch leider keinen Funken wirklichen Humors aufweist“. Die Charaktere sind „völlig hölzern“, das Menschenbild „extrem zweifelhaft“ und die „ganze Erzählung zutiefst unrealistisch“, aber der Roman sei dennoch eine „interessante Lektüre“, da „der Inhalt doch extrem polarisierend und diskussionswürdig“ ist. Liu Cixin hat eine „interessante Meinung, und es lohnt absolut, sich damit inhaltlich auseinander zu setzen“. Der Roman ist „packend und faszinierend“ sowie „kein Langweiler“ und gebe dabei „viele Denkanstöße“ sowie mit einer „verschrobenen und geradezu bizarren Sichtweise eine neue Perspektive“. Man solle dies durchaus „gründlich diskutieren“.

## Verfilmung
Am 23. August 2019 wurde der Beginn der Entwicklung einer Verfilmung bekanntgegeben.